# Ichthyophis garoensis
Ichthyophis garoensis är en groddjursart som beskrevs av Pillai och Masagoundanur Sengodan Ravichandran 1999. Ichthyophis garoensis ingår i släktet Ichthyophis och familjen Ichthyophiidae. IUCN kategoriserar arten globalt som otillräckligt studerad. Inga underarter finns listade i Catalogue of Life.